# الميثاق العربي لحقوق الإنسان
الميثاق العربي لحقوق الإنسان اعتمد في 23 مايو 2004 بمناسبة القمة السادسة عشرة لجامعة الدول العربية المنعقدة في تونس العاصمة.

هذا الميثاق يؤكد ما جاء في ميثاق الأمم المتحدة والإعلان العالمي لحقوق الإنسان والشرعة الدولية لحقوق الإنسان وإعلان القاهرة لحقوق الإنسان في الإسلام.

دخل الميثاق حيز التنفيذ في 15 مارس 2008، بعد أن صادقت عليه 7 دول وهو العدد المطلوب حسب فصله 49 ليدخل حيز التنفيذ.

يتكون هذا الميثاق من ديباجة و53 مادة.
تنشأ بموجب المادة (٤٥) من الميثاق "لجنة حقوق الإنسان العربية"، وقد تم تعديل مسمى هذه اللجنة مؤخراً لتصبح "لجنة الميثاق العربي لحقوق الإنسان"

## التوقيع والتصديق
ملاحظة: رتبت الدول حسب تاريخ التصديق، ثم حسب تاريخ التوقيع.
| الدولة                   | التوقيع        | التصديق        |
| ------------------------ | -------------- | -------------- |
| الأردن                   | 28 أكتوبر 2004 | 28 أكتوبر 2004 |
| الجزائر                  | 2 أغسطس 2004   | 11 يونيو 2006  |
| البحرين                  | 5 يوليو 2005   | 18 يونيو 2006  |
| ليبيا                    | 14 فبراير 2005 | 7 أغسطس 2006   |
| سوريا                    | 17 أغسطس 2006  | 6 فبراير 2007  |
| فلسطين                   | 15 يوليو 2004  | 28 نوفمبر 2007 |
| الإمارات العربية المتحدة | 18 سبتمبر 2006 | 15 يناير 2008  |
| قطر                      | 24 يناير 2008  | 11 يناير 2009  |
| السعودية                 | 1 أغسطس 2004   | 15 أبريل 2009  |
| لبنان                    | 25 سبتمبر 2006 | 8 مايو 2011    |
| اليمن                    | 12 أكتوبر 2004 | 12 نوفمبر 2011 |
| تونس                     | 15 يونيو 2004  |                |
| مصر                      | 5 سبتمبر 2004  |                |
| المغرب                   | 27 ديسمبر 2004 |                |
| السودان                  | 21 يوليو 2005  |                |
| الكويت                   | 18 سبتمبر 2006 |                |

الدول التي لم توقع على الاتفاقية أصلا هي جيبوتي والصومال والعراق وسلطنة عمان وجزر القمر وموريتانيا.

## مقالات ذات صلة
- اللجنة العربية لحقوق الإنسان
- حقوق الإنسان
- الإعلان العالمي لحقوق الإنسان
- الميثاق الأفريقي لحقوق الإنسان والشعوب

## روابط خارجية
- الميثاق العربي لحقوق الإنسان على موقع جامعة الدول العربية.
- الميثاق العربي لحقوق الإنسان على موقع جامعة مينيسوتا الأمريكية.